# Aida (namn)

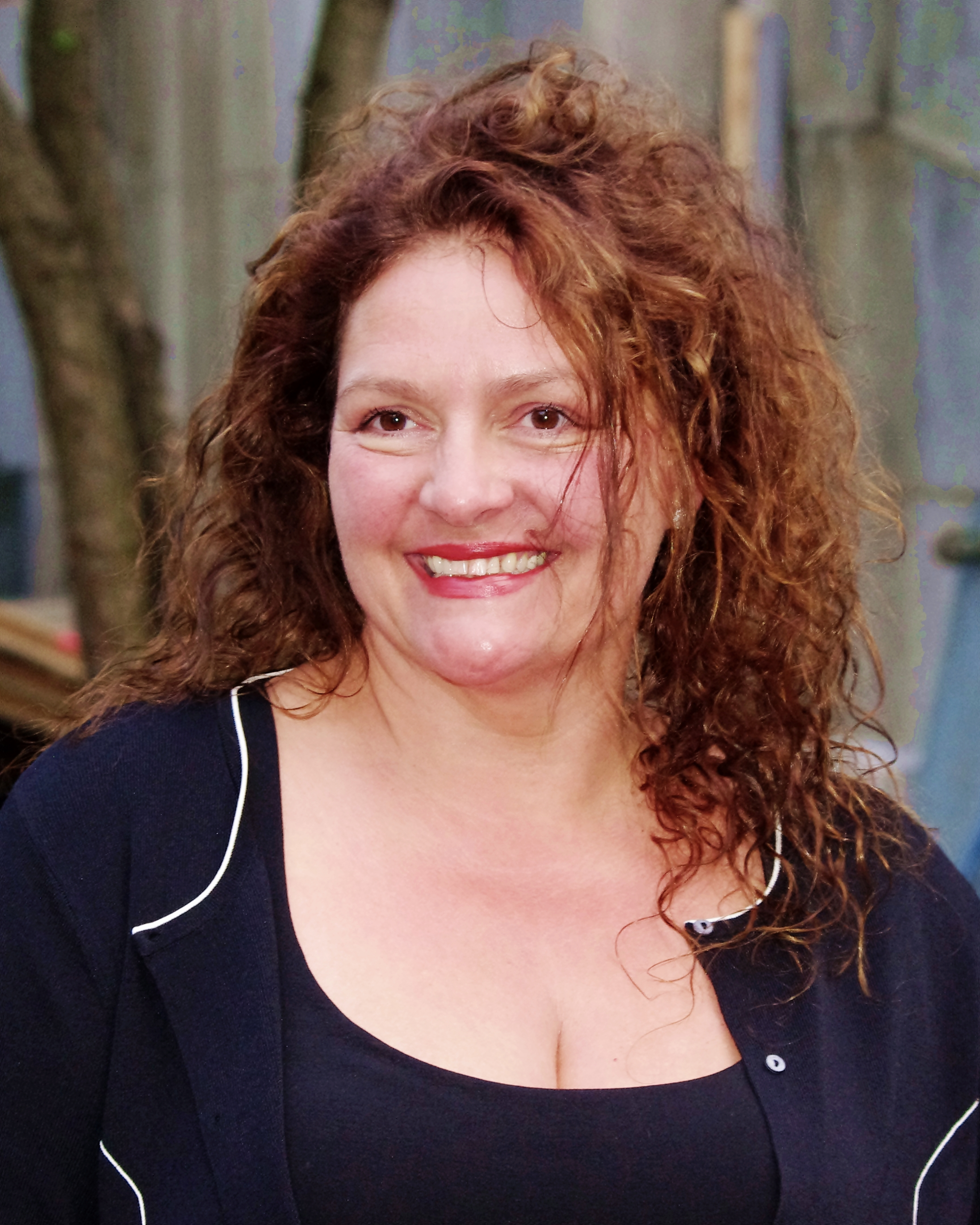
Aida Turturro

Aida är ett italienskt kvinnonamn, en kortform av det äldre namnet Adelaida som har tyskt ursprung. Namnet har funnits i Sverige sedan mitten av 1800-talet.
Den 31 december 2017 fanns det totalt 1 832 kvinnor folkbokförda i Sverige med namnet Aida, varav 1 542 bar det som tilltalsnamn.
Namnsdag i Sverige: saknas

Namnsdag i Finland (finlandssvenska namnlängden): saknas

## Personer med namnet Aida
- Aida Birinxhiku, svensk politiker
- Aida Dyrrah, albansk sångerska
- Aida Garifullina, rysk operasångerska
- Aida Hadžialić, socialdemokratisk politiker och svenskt statsråd
- Aida Turturro, amerikansk skådespelerska